# Pyramidelloides
Genre
Synonymes
- sous-genre Pyramidelloides (Teretianax) Iredale, 1918
- sous-genre Rissoina (Pyramidelloides) G. Nevill, 1885
- genreTeretianax Iredale, 1918
- genreTeretinax (sic)[1]

Pyramidelloides est un genre de mollusques gastéropodes au sein de la famille Eulimidae. Les espèces rangées dans ce genre sont marines et parasitent des échinodermes ; l'espèce type est Pyramidelloides mirandus.

## Description
La coquille des espèces du genre Pyramidelloides mesurent entre 2 et 4 mm, elles sont brunâtres ou incolores, semi-translucides et relativement solides. Les coquilles présentent des motifs en relief sur la spire. L'ouverture est en forme de poire. L'anatomie est similaire aux membres du genre Eulima à ceci près que les espèces de Pyramidelloides ne disposent pas d'ouïes,.

## Distribution
Les espèces sont présentes dans l'océan pacifique, notamment en Nouvelle-Calédonie concernant Pyramidelloides mirandus.

## Liste d'espèces
Selon World Register of Marine Species (26 mars 2021) :
- Pyramidelloides angulata (Jickeli, 1882)
- Pyramidelloides angustus (Hedley, 1898)
- Pyramidelloides barbadensis Moolenbeek & Faber, 1992
- Pyramidelloides carinatus (Mörch, 1876)
- Pyramidelloides glaber Faber, 1990
- Pyramidelloides gracilis (Garrett, 1873)
- Pyramidelloides mirandus (A. Adams, 1861)
- Pyramidelloides multicostatus Faber, 1990
- Pyramidelloides tosaensis Habe, 1961